# Simonestus occidentalis
Simonestus occidentalis är en spindelart som först beskrevs av Schenkel 1953.  Simonestus occidentalis ingår i släktet Simonestus och familjen flinkspindlar.
Artens utbredningsområde är Venezuela. Inga underarter finns listade i Catalogue of Life.